# Borgerskab
|  | Spekulativ artikel Bemærk at denne artikel er præget af spekulationer og bør omskrives, så fakta er understøttet af verificerbare kilder. |

Borgerskab refererer dels til at være borger i en by og om de rettigheder om blandt andet at drive erhverv, dels om statsborgerskab; kan bl.a. betyde tilhørende den velstillede del af befolkningen.
I historisk tid var borgerskabet en særlig samfundsklasse, forskellig fra arbejdere, bønder, adelen og gejstlige. I marxistisk terminologi benævnes borgerskabet med termen 'bourgeoisie'.

## Historie
Borgerskabet er en betegnelse, der har været brugt om en socialgruppe i byerne.
I bystater som Rom og Athen var det borgerskabet, der styrede byen.
I middelalderen begyndte man at kalde gruppen af grundejere, handlende (senere dem med næringsbrev) og håndværksmestre for borgere, og de nød særlige privilegier og rettigheder. Det var normalt de velstillede indbyggere, og de bestemte i byrådene, og borgerskabet som begreb begyndte at blive etableret.
I 1700 skulle alle selvstændige håndværkere og handlende i København have borgerskab for at kunne få lov at drive virksomhed. Dette krævede, at personen var myndig, ustraffet, og at han var uddannet i et håndværks- eller handelslav og havde aflagt mesterprøven. Kvinder kunne ikke få borgerskab.
I 1800-tallet var borgerskabet overklassen i byerne, og i denne gruppe var tillige akademikere og velhavende forretningsfolk. De begyndte også at få politisk magt
Fra begyndelsen af 1800-tallet begyndte svende, altså personer som ikke havde aflagt mesterprøve, at kunne få borgerskab, såfremt de havde arbejdet 4 år i et laug. De blev kaldt frimestre. Fra 1857 kunne kvinder som var enker, fraskilte eller ugifte også lov at drive næring på lige fod med mænd, mens gifte kvinder først kunne opnå dette efter 1931.